# Comuna Karabutove, Konotop
Karabutove (în ucraineană Карабутове) este o comună în raionul Konotop, regiunea Sumî, Ucraina, formată din satele Karabutove (reședința) și Nehaiivka.

## Demografie
Componența lingvistică a comunei Karabutove
     Ucraineană (99,64%)
     Alte limbi (0,36%)
Conform recensământului din 2001, majoritatea populației comunei Karabutove era vorbitoare de ucraineană (99,64%), existând în minoritate și vorbitori de alte limbi.